# Prix littéraire ENS Paris-Saclay
Le prix littéraire de l'ENS Paris-Saclay est créé en 2000 à l'initiative de la librairie Chroniques et avec le concours de la ville de Cachan. Ce prix est d'abord connu sous le nom du prix ENS Cachan. Il récompense et encourage l'auteur d'un premier roman en langue française paru au cours de l'année écoulée.
La pré-sélection parmi les romans envoyés par les éditeurs est réalisée par un comité de lecture et aboutit à une liste de dix romans soumise à un jury composé de quinze normaliens représentant l'ensemble des départements de l'ENS Paris-Saclay. Les délibérations du jury font l'objet de minutes et permettent de comprendre ce qui a présidé au choix du lauréat.
Ce prix présente une particularité : il offre au lauréat une œuvre d'un artiste plasticien de la ville. Jusqu'en 2019, l'artiste vivait à Cachan. Depuis le déménagement de l'ENS sur le plateau de Saclay, l'artiste est désormais issu(e) de Gif sur Yvette et de sa région. Parmi les artistes, Laurent Belloni (Insecte n°8, 2017), Emmanuel Shamelhout (2016), Marie Romain (Chemins de vie, Faire & Défaire, 2021), Véronique Tiberge (La nuit tombe au jardin, 2023).

## Liste des lauréats

### Années 2000
- 2001 : La Couleur inconnue, Jacques Gélat, (Éditions José Corti)[4]
- 2002 : Bord de mer, Véronique Olmi, (Éditions Actes Sud)[5] également prix Alain-Fournier
- 2003 : Garder, Anne Luthaud, (Éditions Verticales)[6]
- 2004 : Les Enfants de la Place, Yasmina Traboulsi, (Éditions Mercure de France)[7]
- 2005 : Les Traces, Delphine Coulin, (Éditions Grasset)[8]
- 2006 : Le Petit Bonzi, Sorj Charandon, (Éditions Grasset)[9]
- 2007 : Figurec,  Fabrice Caro, (Éditions Gallimard)[7]
- 2008 : L'Ami Butler, Jérôme Lafarge, (Quidam éditions)[7]
- 2009 : Le Goût des abricots secs, Gilles D.Perez, (Éditions du Rouergue)[10]

### Années 2010
- 2010 : Les Veilleurs, Vincent Message, (Éditions du Seuil)
- 2011 : Le Retour de Jim Lamar, Lionel Salaün, (Éditions Liana Lévi)[11]
- 2012 : Le silence ne sera qu'un souvenir, Laurence Vilaine, (Éditions Gaïa)[12] également prix Louis-Guilloux
- 2013 : Sauver Mozart, Raphaël Jérusalmy, (Éditions Actes Sud)[13] également prix Emmanuel-Roblès
- 2014 : Bérénice 34-44, Isabelle Stibbe, (Serge Safran éditeur)[7]
- 2015 : Le miel, Slobodan Despot, (Éditions Gallimard)[14]
- 2016 : L'orage, Clara Arnaud, (Editions Gaïa)[3]
- 2017 : Le Français de Roseville, Ahmed Tiab, (Éditions L'Aube Noire)[2]
- 2018 : Ces rêves qu'on piétine, Sébastien Spitzer, (Éditions de l'Observatoire)[15],[16] également Prix Stanislas
- 2019 : Fugitive parce que reine, Violaine Huisman, (Editions Gallimard)[17],[18]

### Années 2020
- 2020 : Impasse Verlaine, Dalie Farah, (Éditions Grasset) [19],[20]
- 2021 : Ce qu'il faut de nuit, Laurent Petitmangin, (La Manufacture de livres)[21],[22] également Prix Femina des lycéens et Prix Stanislas
- 2022 : Le Passeur, Stéphanie Coste, (Éditions Gallimard)[23],[1]
- 2023 : Les Têtes baissées, François-Xavier Ménage, (Éditions Robert Laffont) [24]
- 2024 : Les Guerres précieuses, de Perrine Tripier, (Éditions Gallimard) [25]
- 2025 : C'est là que vous disparaissez, de Chloé Aeberhardt, (Éditions Denoël) [26]